# Cathédrale de Messine
La cathédrale de Messine ou cathédrale Notre-Dame-de-l'Assomption, est la cathédrale basilique protométropolitaine de l’archidiocèse de Messine-Lipari-Santa Lucia del Mela. Située en plein centre historique de Messine, où sa façade et son clocher font face à l’ample place de la cathédrale, elle est dédiée à la Madone de la Lettre. C’est la plus grande cathédrale de Sicile après celle de Palerme.

## Historique

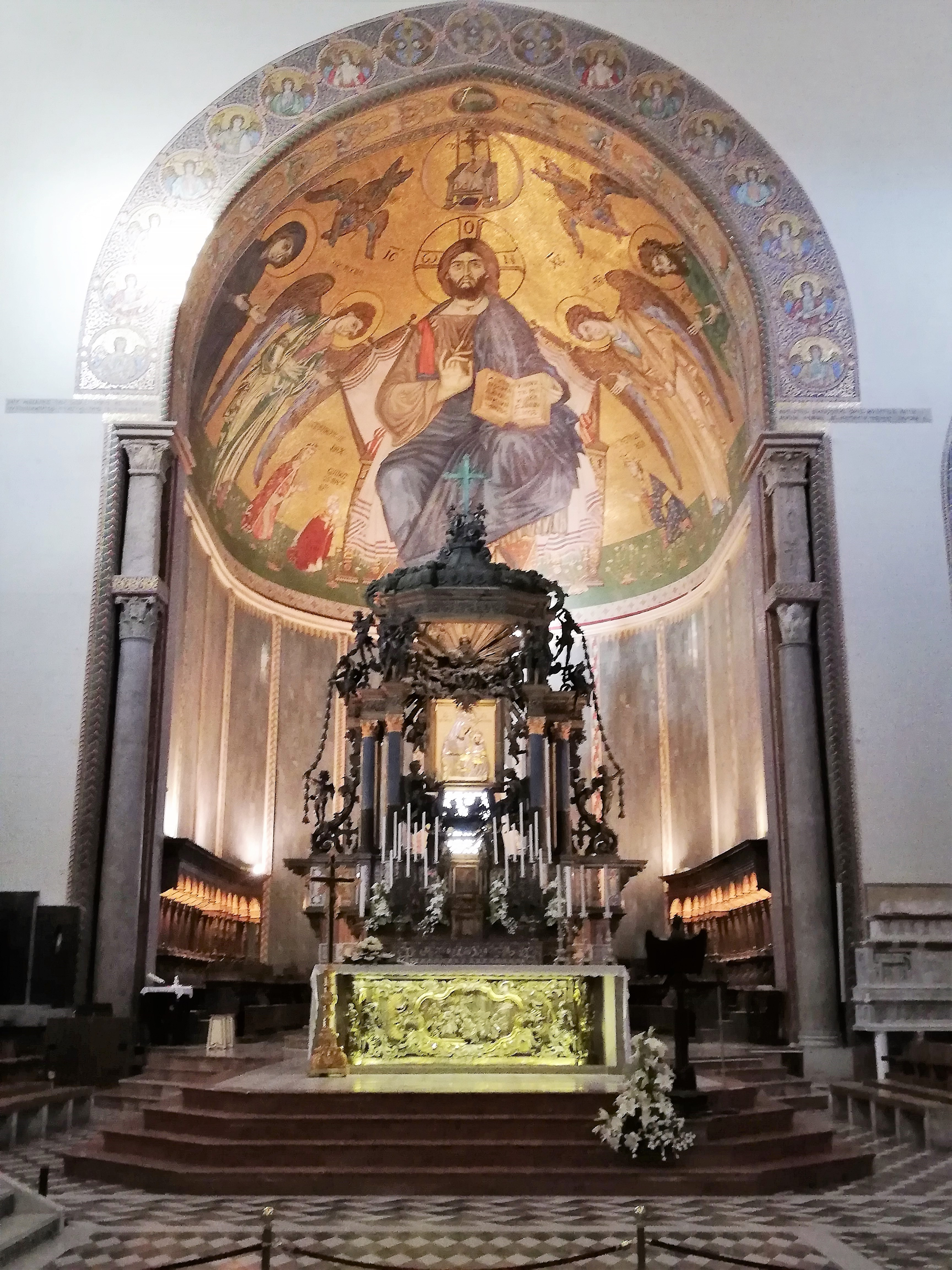
Le maître-autel, l'abside, le Christ Pantocrator, et la Madone de la Lettre.

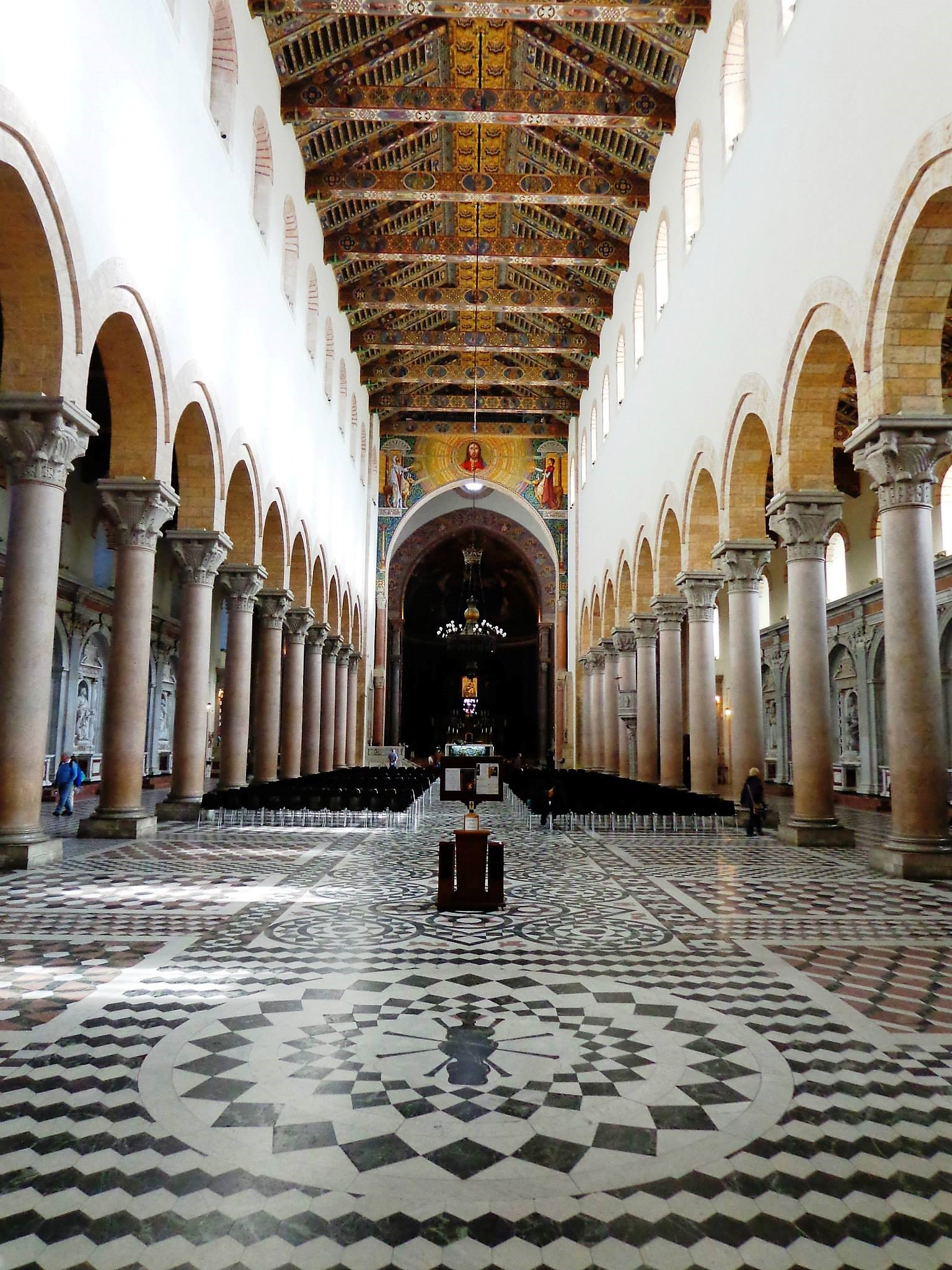
La nef centrale.

Les origines de la cathédrale de Messine remontent à la période byzantine, mais c'est Roger Ier de Sicile qui a en voulu le rétablissement après la profanation et des détériorations causées par les Sarrasins lors de leur occupation. Elle fut consacrée le 22 septembre 1197 par l’archevêque Berardo, en présence de l’empereur Henri VI, fils de Frédéric Barberousse et de la reine Constance de Hauteville, dernière princesse normande, sa femme lui apportant le royaume de Sicile en dot. 
Les structures originales de l’architecture normande de cet édifice sacré ont été soumises, au cours des siècles, à de fréquents changements, parfois avec l’ajout d’éléments architecturaux et décoratifs dus au goût de leur époque, principalement en raison des dommages causés par les catastrophes, en particulier les tremblements de terre, et la nécessité de reconstruire en totalité ou en partie qui s’est ensuivie. La première destruction remonte à 1254, lorsqu'un incendie fit rage pendant les funérailles de Conrad IV.
Avec l’archevêque Guidotto De Abbiate (1304-1333), a commencé une période d’enrichissement lente mais continue, qui a duré jusqu’à la fin des années 1500. Des éléments décoratifs d’une grande importance ont été introduits, tels que des mosaïques, des décorations de plafond, les splendides portails, le revêtement en marbre de la façade, l’imposant complexe des chapelles de l’Apostolat, dont l’auteur, Montorsoli, disciple et collaborateur de Michel-Ange, construisit conjointement la fontaine d’Orion visible sur la Piazza del Duomo. Situées le long des bas-côtés en rangées de six, elles abritent les statues des apôtres.
Le baroque a vu la superposition de stucs, corniches, angelots, guirlandes, et d’une multitude d’autels qui ont altéré la noblesse et la simplicité des lignes originelles ; les voûtes romanes furent ensuite transformées en arches en ogive. Le tremblement de terre de 1783 entraîna une nouvelle modification de la structure pour surimposer un dôme de bois à l’intersection de la nef avec le transept. Le clocher fut démoli et deux tours néo-gothiques furent juxtaposées à l’abside.
Le tremblement de terre de 1908 fit s’effondrer presque complètement la cathédrale dont la reconstruction, dans les années 1920, a marqué un retour de l’édifice à ses lignes d’origine. Une patiente œuvre de restauration a rendu possible le recouvrement de la quasi-totalité des œuvres d’art, mais la Seconde Guerre mondiale a, à certains égards, provoqué une nouvelle destruction plus grave. Dans la nuit du 13 juin 1943, deux bombes incendiaires larguées au cours d’un raid aérien allié transformèrent la cathédrale, qui avait rouvert juste treize ans plus tôt, en un tas de gravats où ne subsistait que la structure extérieure, tandis que ce qui avait été récupéré après le séisme était presque entièrement réduit en cendres. La reconstruction incomba à Mgr Angelo Paino (it), qui avait déjà fait ressurgir la cathédrale des décombres du tremblement de terre. Rouverte au culte le 13 août 1947, le pape Pie XII conféra à la cathédrale le titre de basilique. Les statues, les marbres et les mosaïques sont presque tous d’excellentes copies des originaux perdus. Salvatore Contino (it) a peint les caissons.
Dans la matinée du 24 juin 2011, après une brève cérémonie, la pierre tombale de l’impératrice normande Constance de Hauteville, datant de 1198 et conservée jusqu’en 1908 dans la cathédrale de Messine, fut restaurée et exposée près du trône de l’archevêque. Ce monument, en marbre de Paros, a été restauré en 2010 par le professeur Ernesto Geraci du musée régional de Messine, grâce au soutien financier de l’administration municipale de la ville, dirigée par le Dr Giuseppe Buzzanca (it). Le marbre antique a retrouvé son statut légitime après sa redécouverte en 2007 par trois experts en histoire originaires de Messine, Daniele Espro, Daniele Rizzo et Aurora Smeriglio. 
Le plan basilical à trois nefs et trois absides, avec haut transept, est le principal vestige de l'époque normande. La façade et les bas-côtés conservent des portails gothiques.

## Clocher
Le clocher de la cathédrale, situé à quelques pas du bâtiment principal, abrite la plus grande horloge astronomique du monde, construite en 1933. 

## Trésor de la cathédrale

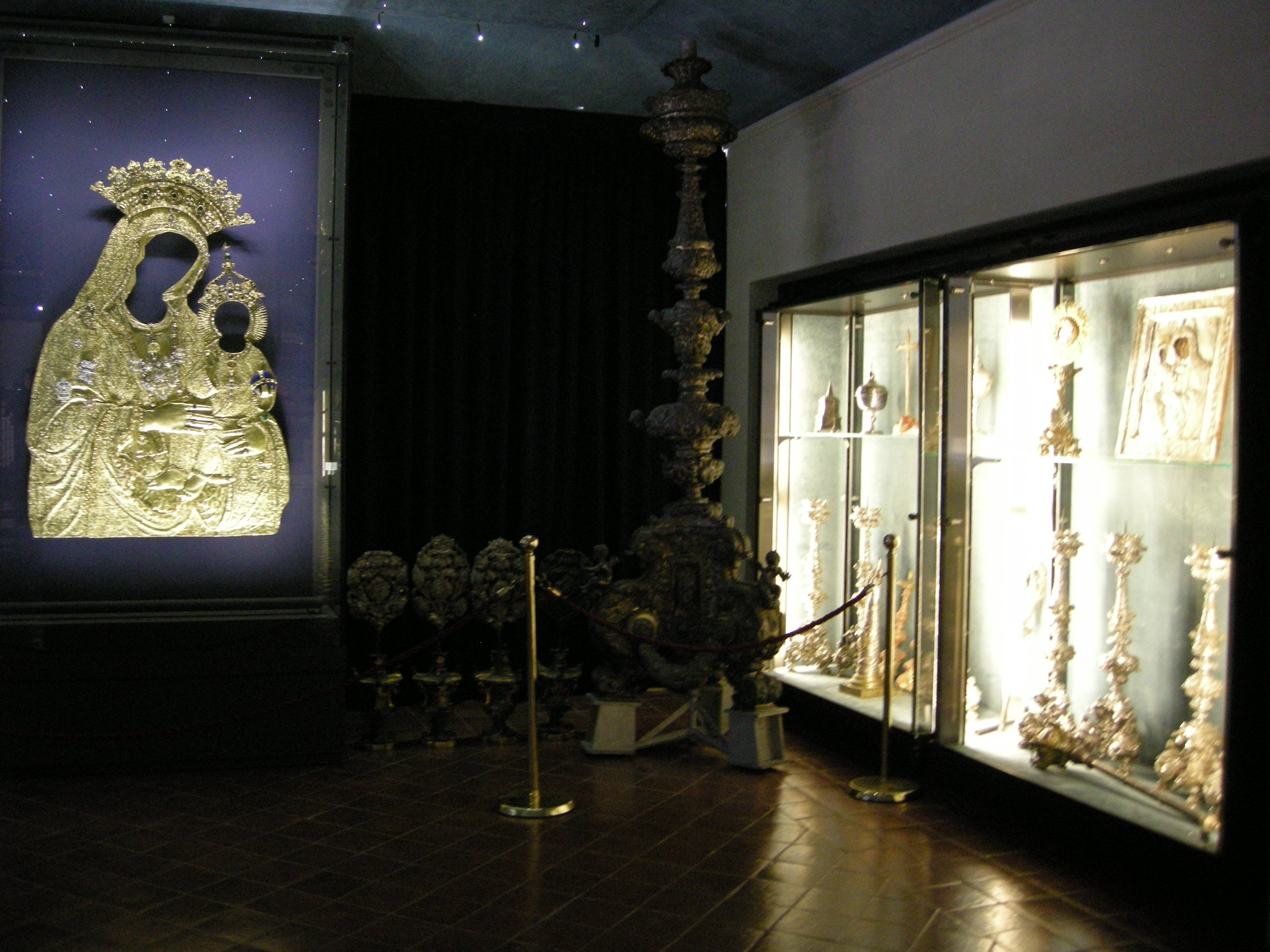
Salle du musée de la cathédrale avec le Manteau d'or de la Vierge de la Lettre (Manta d’oro della Madonna della Lettera).

Le musée est constitué de quatre salles d'exposition qui conservent une collection d'environ 400 œuvres d'une valeur historique et artistique particulière, datant du haut Moyen Âge au XXe siècle. Il s'agit d'objets liturgiques, composant au sens large, la décoration de la cathédrale, réalisés par les orfèvres et les argentiers en grande partie de l'école de Messine. Parmi les plus remarquables : 
- Le Manteau d'or de la Vierge de La Lettre, appelé Manta d'oro date de 1661-1668. Sa fonction rappelle la tradition orientale de recouvrir les icônes de vêtements en or ou en argent, ne laissant découverts que les visages et les mains. Le Sénat de Messine commanda l'œuvre à l'orfèvre et sculpteur de Florence Innocenzo Mangani (it), afin qu'elle soit appliquée sur le tableau qui ornait le maître-autel de la cathédrale. Pour la financer, le Sénat imposa une taxe aux étudiants de dernière année de l'université de Messine, pour un coût de 30 000 écus. Le manteau est en or finement ciselé de motifs floraux et géométriques. Au cours des siècles, ont été ajoutés de nombreux bijoux et pierres précieuses, dons de souverains, de reines, de nobles et d'évêques, en signe de dévotion à la Vierge de la Lettre.

- Une lampe en cristal de roche, dite Pigna, en forme de pyramide. C'est l'œuvre la plus ancienne du Trésor, (969-1250). Elle était utilisée à l'origine comme lampe devant la chapelle du Saint-Sacrement, et par la suite comme reliquaire pour la procession du Cheveu sacré de la Vierge de la Lettre.

- Le bras-reliquaire de saint Marcien, premier évêque et protomartyr de Syracuse, œuvre du XIIe siècle.

- Un calice, don du pape Jean-Paul II en 1988, à l'occasion de sa venue à Messine pour la canonisation de sainte Eustochia Calafato.

## Galerie

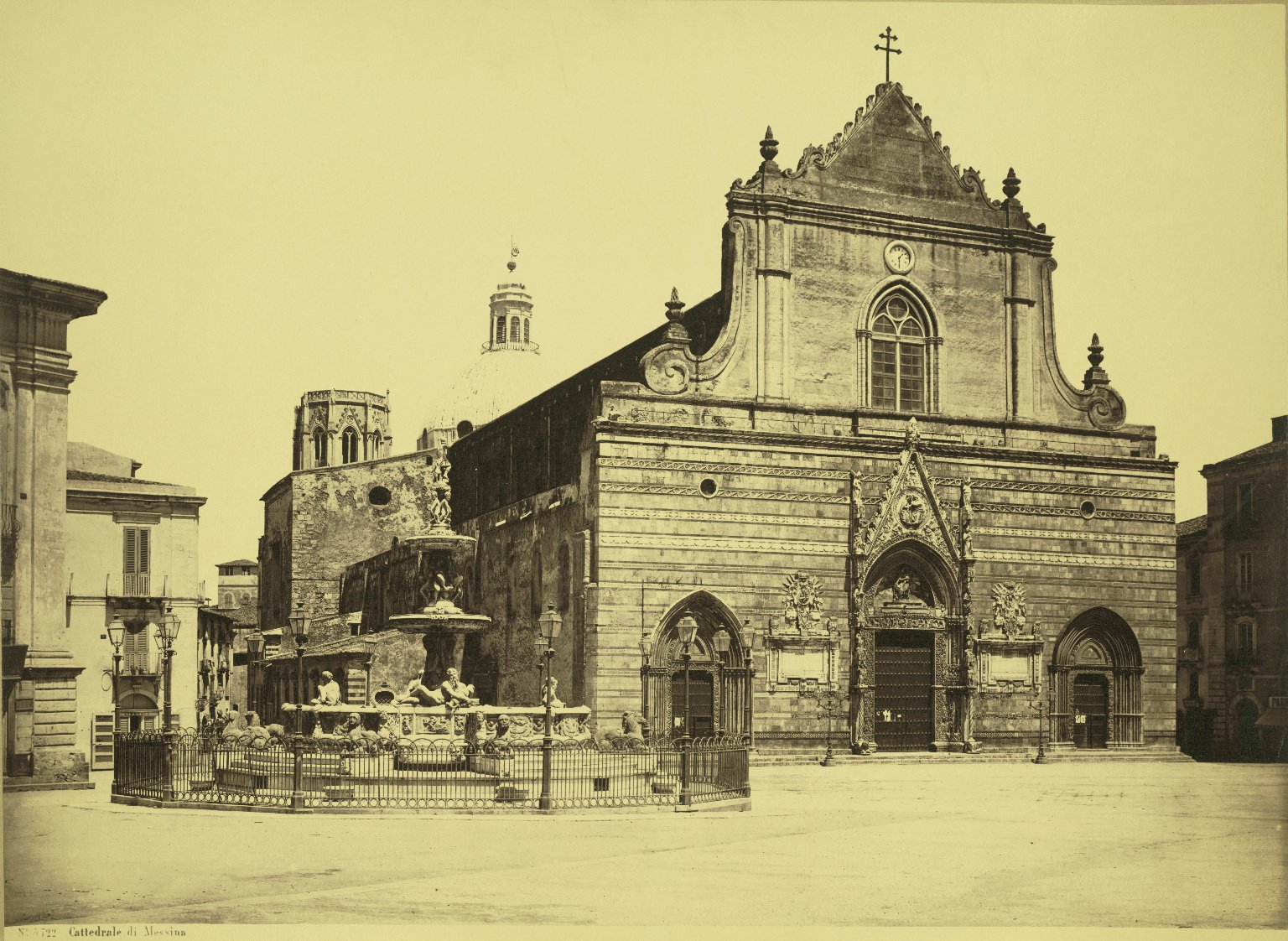
La cathédrale avant le tremblement de terre de 1908.
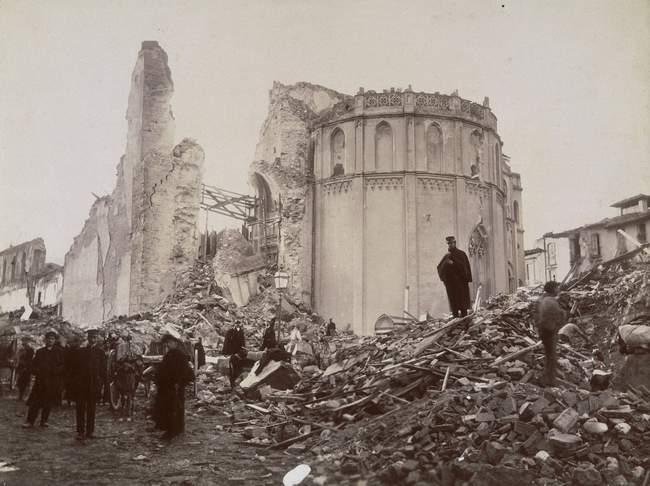
Ruines de l’abside de la cathédrale après le séisme de 1908 (cliché de Wilhelm von Gloeden).
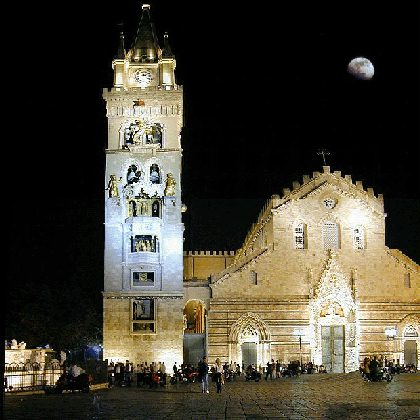
La façade et le clocher de la cathédrale la nuit.
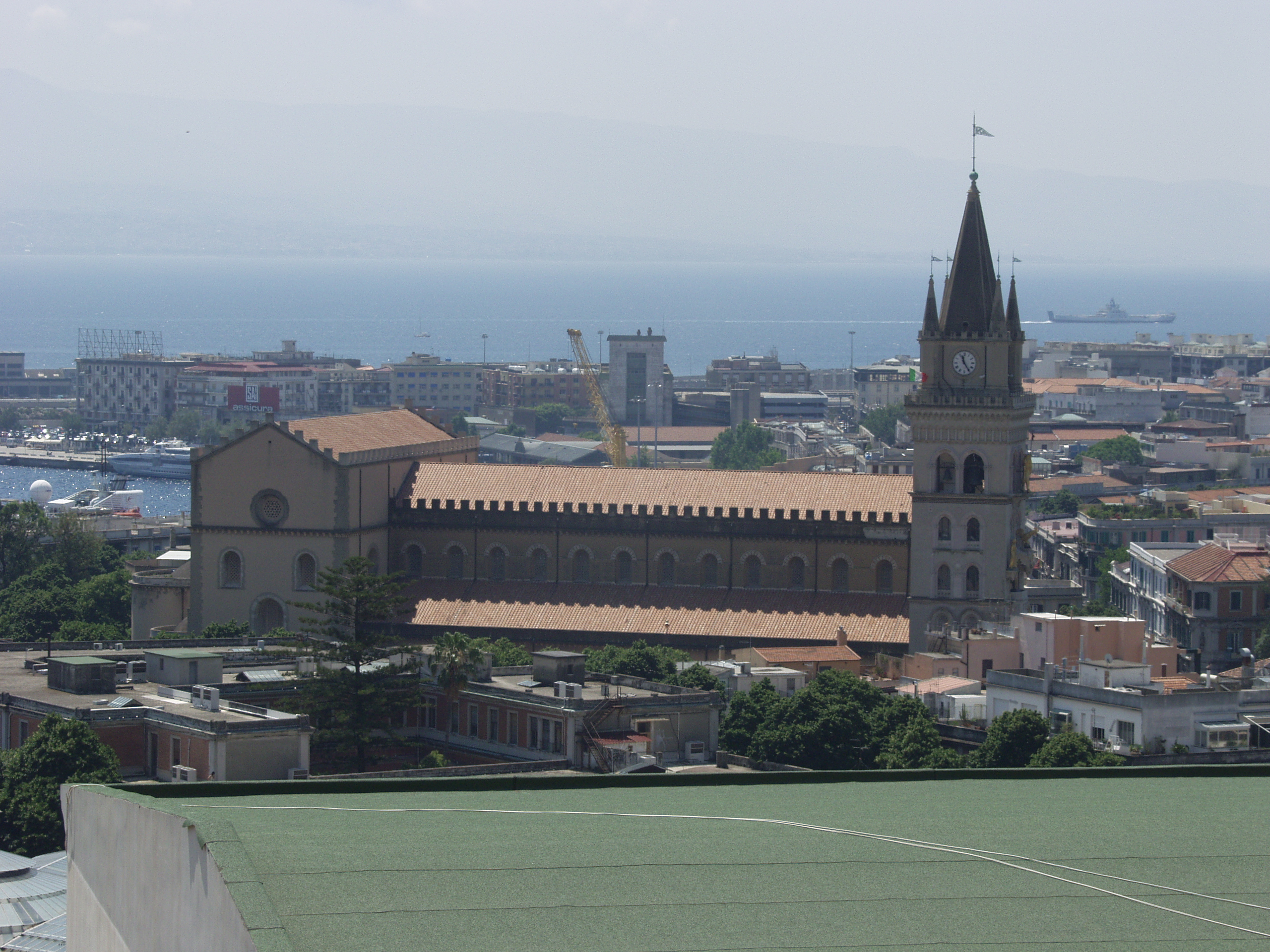
La cathédrale dans la ville.
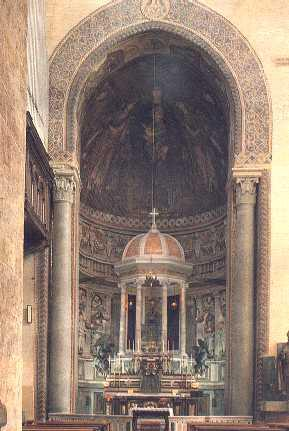
La chapelle du Saint-Sacrement.
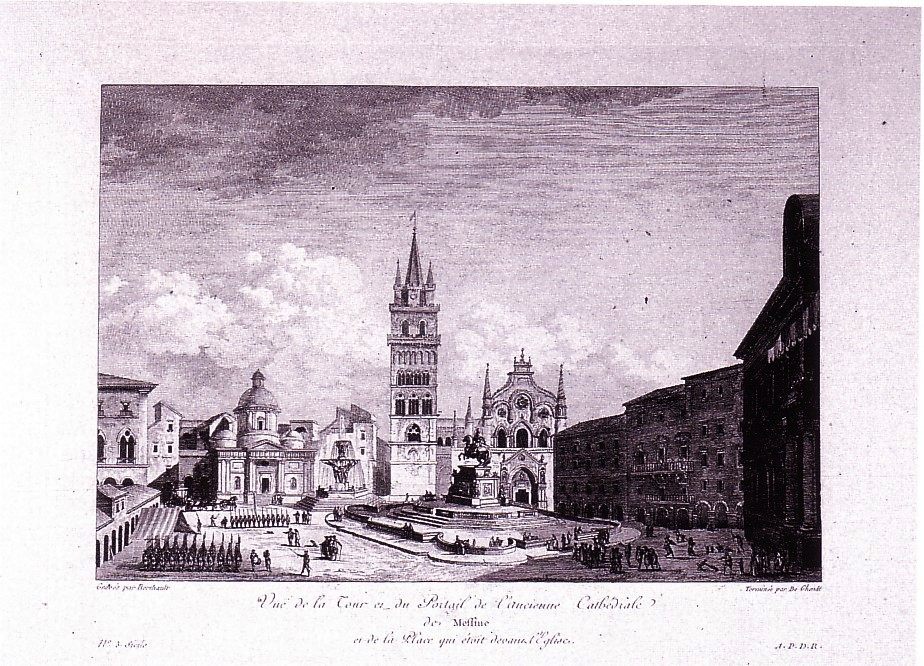
La cathédrale, avant le tremblement de terre de 1783.
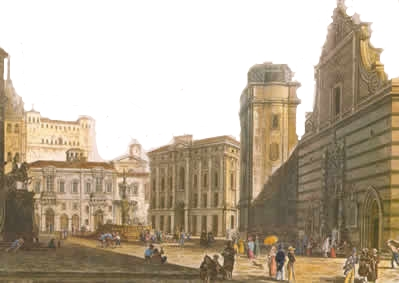
La cathédrale, après le tremblement de terre de 1783.
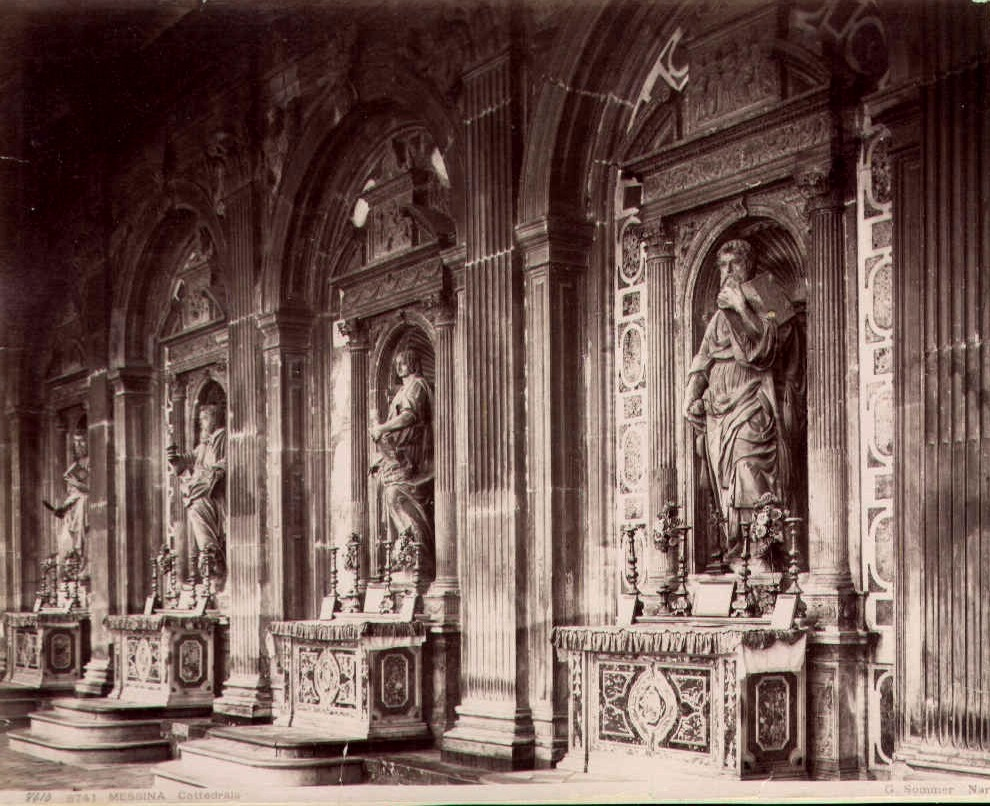
Les chapelles de l’Apostolat de Montorsoli, avant les bombardements anglo-américains de 1943.
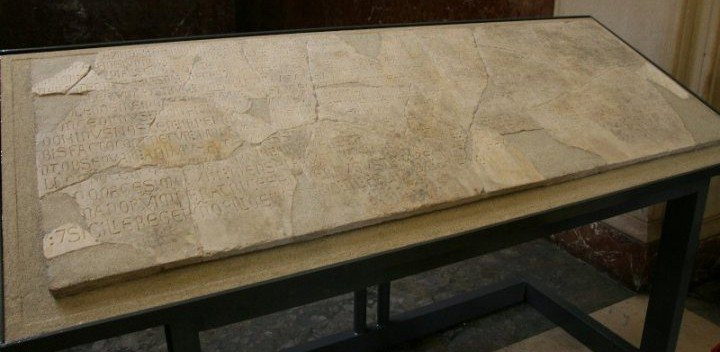
La pierre tombale de Constance de Hauteville (1198).
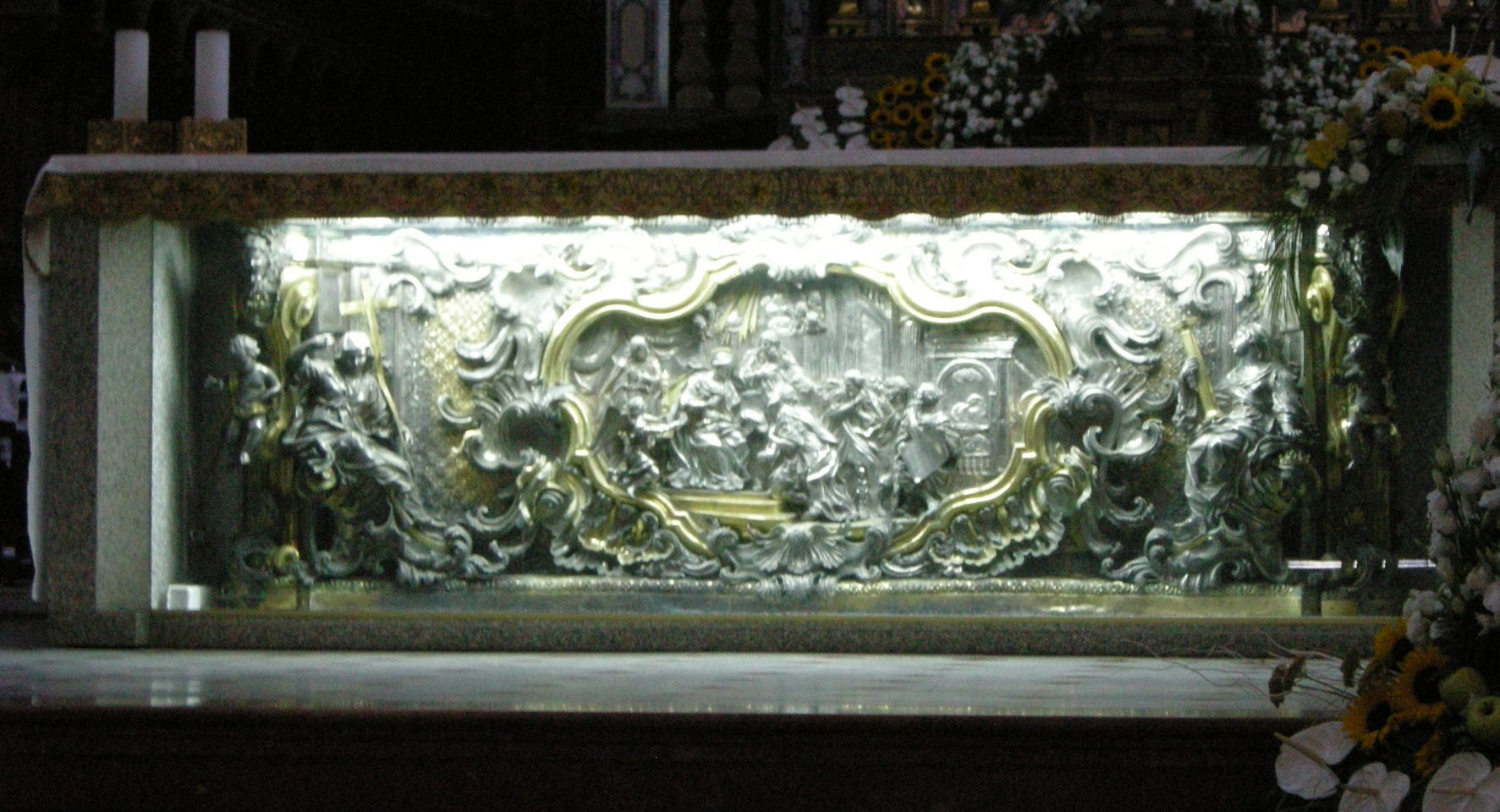
Sépulcre de saint Albert de Trapani, maître-autel de la cathédrale.